# Dixie

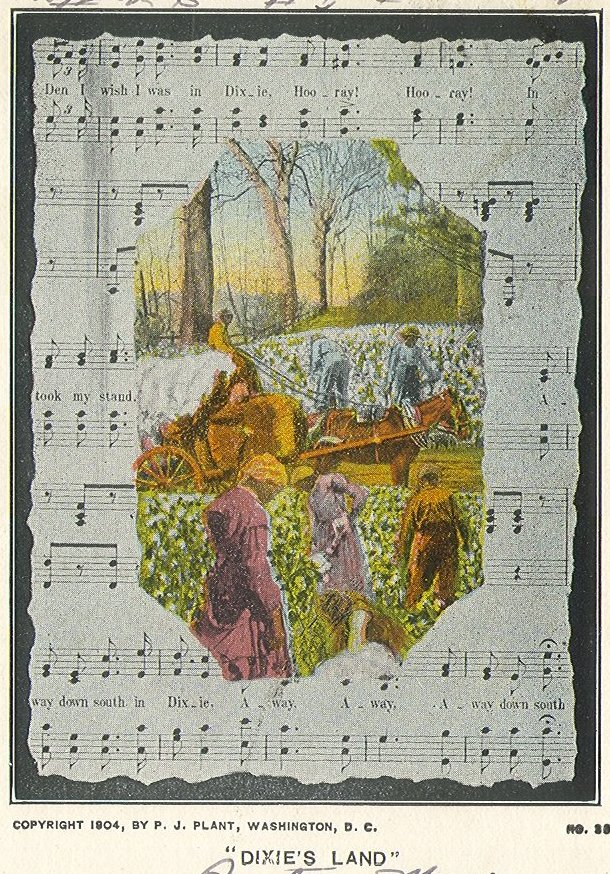
"DIXIE'S LAND", cartolina del 1904

Dixie (a volte anche Dixieland) è un soprannome di etimologia incerta con il quale ci si riferisce agli abitanti e, più in generale, agli Stati del Sud degli Stati Uniti d'America.
"Cuore di Dixie" è un soprannome dell'Alabama, o più specificamente della capitale originaria degli Stati Confederati, Montgomery.

## Origine del termine
Secondo A Dictionary of Americanisms on Historical Principles (1951), di Mitford M. Mathews, tre teorie sono all'origine del nome:
- Uno schiavista di Manhattan, un certo M. Dixy, avrebbe creato delle regole che divennero valide per la "Dixy's Land", ossia "la terra di Dixy".
- Un biglietto da dieci dollari stampato dalla Citizens Bank of Louisiana, prima della guerra di secessione, aveva stampato il numero "dix" (dieci) e fu chiamato "dixes" o "dixies". In seguito la Louisiana ed il sud in generale diventarono noti come il paese dei "dixies" o "dixies land".
- "Dixie" deriverebbe da Jeremiah Dixon, da cui prese nome la linea Mason-Dixon, che demarcava il confine tra il Maryland e la Pennsylvania, la frontiera settentrionale del Dixieland.

## LaDixie mafia
Con Dixie Mafia si intende una organizzazione criminale originaria di Biloxi (Mississippi), operante principalmente nel sud degli Stati Uniti a partire dagli anni '60. Coinvolta nel traffico illegale di alcolici e stupefacenti, e non di rado nella ricettazione di merce rubata, è caratteristico l'uso da parte d'essa della violenza.

## Nella cultura popolare e nei media

### MusicaDixie
Dal termine "Dixie" deriva anche il termine dixieland, molto utilizzato dalle band di Southern rock (ad es. una band ha come nome The Dixie Dregs).
I Wish I Was in Dixie, anche conosciuta come Dixie's Land, è una canzone popolare nel Sud degli Stati Uniti, È stata una delle canzoni più popolari della nazione nel XIX secolo probabilmente fuoriuscita come prodotto di qualche minstrel show.
To arms in Dixie è considerato l'inno non ufficiale degli Stati Confederati d'America.
Dixie è il titolo del secondo album degli Avail, punk-hardcore band statunitense di stanza a Richmond, Virginia

#### Canzoni che menzionano il termine Dixie
- Acid Tongue, di Jenny Lewis
- All I Can Do Is Write About It, di Lynyrd Skynyrd
- An American Trilogy, di Mickey Newbury (registrata poi da Elvis Presley e Manowar)
- Are You From Dixie?, di Jerry Reed
- Baby Blue, dei Badfinger
- Black Water, dei Doobie Brothers
- Blood Splattered Banner, dei Carcass
- Born Again in Dixieland, di Jason McCoy
- Bury Me In Southern Ground, dei Rebel Son
- Christmas in Dixie, degli Alabama
- Crash Into Me, di Dave Matthews Band
- Darlington County di Bruce Springsteen
- Dear Old Dixie, dei Flatt & Scruggs
- Dick in Dixie, di Hank Williams III
- Dixie, degli Harmonium
- Dixie Blues, di Don Walser
- Dixie Chicken, di Little Feat (che dà il titolo all'omonimo album)
- Dixie Flyer, di Randy Newman
- Dixie Fight Song, di Artimus Pyledriver
- Dixie Highway, dei Journey
- Dixie Lullaby, di Pat Green
- Dixie Melody, di Peter Packay (1933)
- Dixie Now Your Done, di Waylon Jennings
- Dixie on My Mind, di Hank Williams Jr.
- Dixie Road, di Lee Greenwood
- Dixie Whiskey, degli Eyehategod
- Dixieland, di Steve Earle e Del McCoury Band
- Dixieland Delight, degli Alabama
- Down Home Town, della Electric Light Orchestra
- Elvis Impersonator: Blackpool Pier, di Manic Street Preachers
- The Fighting 69th, di Dropkick Murphys
- Freight Train Blues
- Friday Night in Dixie, di Rhett Akins
- God Love Her, di Toby Keith
- Goodbye Dixie, di Corey Smith
- Heart of the Night, dei Poco
- Hey Porter, di Johnny Cash
- I Sang Dixie, di Dwight Yoakam
- I Wanna Go Back to Dixie, di Tom Lehrer
- If Heaven Ain't a Lot Like Dixie, di Hank Williams Jr.
- If I Didn't Have You, di Amanda Marshall
- If It Ain't Dixie, degli Alabama
- Is it True What They Say About Dixie?, di Dean Martin
- Johnny Boy’s bones, di Colter Wall
- Lay Me Down in Dixie, di Johnny Cash
- Missouri Waltz
- The Night They Drove Old Dixie Down, di The Band e Joan Baez
- Old Red Hills Of Home, di Jason Robert Brown (dal musical Parade)
- Rebels, di Tom Petty
- Rockabye My Baby With a Dixie Melody, di Al Jolson e Judy Garland
- So Long Dixie, dei Blood, Sweat & Tears
- Southern Girls, dei Saliva
- Shpalman®, di Elio e le Storie Tese
- Stay Away From Dixie, di Johnny Rebel
- Suck My Dixie, di Bourbon Crow
- Sultans of Swing, di Dire Straits
- Summer In Dixie, dei Confederate Railroad
- Swanee, di George Gershwin e Irving Caesar
- That's How They Do It in Dixie, di Hank Williams Jr.
- Theme From Dixie, di Duane Eddy
- The Night They Drove Old Dixie Down, dei The Band
- There's No Place Like Home (For the Holidays)
- Til I Fell In Love With You, di Bob Dylan
- Trombone Dixie, dei The Beach Boys
- Whistlin' Dixie, di Randy Houser
- Your Late Unpleasantness, di of Arrowe Hill
- You Can Thank Dixie for That, di Jake Owen
- You Aint' Just Whistlin' Dixie, dei Bellamy Brothers
- The Old Iron Hills, dei Maylene and the Sons of Disaster
- While the band is playin' Dixie, Carter Family
- Karn Evil 9, degli Emerson, Lake & Palmer